# Kim Suominen
Kim Suominen (20. oktober 1969 - 18. november 2021) var en finsk fodboldspiller (midtbane). Han spillede 37 kampe for Finlands landshold og scorede fire mål, heriblandt en scoring i en venskabskamp mod Danmark i 1994.